# FK Tekstilchtchik Ivanovo
Maillots
Actualités
Le Futbolny klub Tekstilchtchik, plus couramment appelé Tekstilchtchik Ivanovo (russe : «Текстильщик» Иваново), est un club russe de football basé à Ivanovo.
Il évolue en troisième division russe depuis la saison 2022-2023.

## Histoire

### Période soviétique

#### Débuts et participations aux premières compétitions nationales dans les années 1930
Le football apparaît dans la ville d'Ivanovo, qui s'appelait à l'époque Ivanovo-Voznessensk, dès 1909, tandis qu'une équipe municipale participe à partir de 1912 à des rencontres face aux autres villes de la région. À partir des années 1920, plusieurs nouvelles équipes amateurs apparaissent dans la ville, notamment au sein des usines de textile, tandis qu'une équipe municipale prend part en 1923 à un tournoi national inter-villes de seize équipes considéré officieusement comme la première édition d'un championnat soviétique unifié, lors duquel Ivanovo-Voznessensk est cependant vaincu dès le premier tour par l'équipe de Moscou, futur vainqueur, et termine dans les dernières positions. Les années qui suivent voient la ville se démarquer comme un des principaux lieux du football soviétique de la fin des années 1920 et du début des années 1930, au point que pas moins de six joueurs d'Ivanovo sont inclus dans la liste des 33 meilleurs joueurs d'Union soviétique de 1933, ceux-ci étant Aleksandr Dorokhov, Nikolaï Sentiabriov, Nikolaï Anikine, Andreï Jordania, Makar Gontcharenko et Mikhaïl Malkhassov. La ville accueille la même année une rencontre entre l'équipe nationale turque et la sélection soviétique le 3 août, qui voit les hôtes l'emporter 7-3.
Les deux principales équipes de la ville sont à ce moment-là le Dinamo et le Spartak, qui se font concurrence localement. Bien qu'aucune ne soit finalement admise au sein des championnats soviétiques lors de leur mise en place au printemps 1936, le Spartak se voit accorder une place pour la première édition de la coupe nationale à l'été 1936, où il est cependant vaincu dès le premier tour par la réserve du Lokomotiv Moscou. Celui-ci s'impose par la suite comme la principale équipe de la ville et intègre en août 1937 la cinquième division soviétique, dont il termine premier,. La division est par la suite dissoute l'année suivante, mais le club, renommé Osnova, intègre en 1939 la deuxième division dont il termine dix-neuvième sur vingt-trois, avant de retourner à nouveau à l'échelon régional.

#### Un acteur régulier des divisions inférieures (1945-1991)
Après la Seconde Guerre mondiale, le club prend part à la première édition d'après-guerre de la Coupe d'Union soviétique en 1944, atteignant le stade des huitièmes de finale sous l’appellation Dinamo. Il réintègre dans la foulée la deuxième division l'année suivante et s'y établit comme un acteur régulier jusqu'au début des années 1960, parvenant notamment à se maintenir après la passage de la compétition à une poule unique entre 1950 et 1953, et connaissant en parallèle plusieurs changements de noms, s'appellant le Krasnoïé Znamia entre 1947 et 1957 avant de prendre le nom Tekstilchtchik à partir de cette dernière date. Le club connaît sa première relégation en 1962 du fait d'une nouvelle réorganisation du deuxième échelon qui repasse à une poule unique à la suite de la recréation d'une troisième division. Passant deux saisons à ce niveau, l'équipe parvient à remonter dès 1964 en se classant troisième à l'issue de la phase finale. Dès l'année suivante, celle-ci parvient à finir premier du premier sous-groupe de la compétition et à se qualifier pour la phase finale, où elle ne fait cependant pas mieux qu'un quatrième place, échouant ainsi à la promotion par trois points. Ses performances retombent par la suite, l'équipe se plaçant dans le milieu voire le bas de classement à partir de 1967 jusqu'à sa relégation à l'issue de la saison 1974 après avoir fini largement dernier.
Retrouvant le troisième échelon, le Tekstilchtchik s'y place rapidement comme une des principales équipes de haut de classement des différents groupes auquel il est assigné. Cette tendance se confirme à partir de 1979, qui voit le club se classer deuxième de la première zone avant de l'emporter deux ans plus tard, échouant cependant lors de la phase finale face au Rotor Volgograd et le Dinamo Barnaoul. À nouveau vainqueur en 1982, l'équipe parvient cette fois à l'emporter lors de la phase finale devant le Spartak Ordjonikidzé et le Kotaïk Abovian pour retrouver la deuxième division lors de la saison 1983. Elle ne s'y maintient cependant qu'un année, étant relégué dès la fin de l'exercice en tant qu'avant-dernière équipe. Le club se stabilise par la suite en milieu de classement de la première zone de troisième division durant la fin des années 1980, étant même relégué au quatrième échelon en 1990 à la suite d'une dernière réorganisation des championnats soviétiques.

### Période russe
À la suite de la dissolution de l'Union soviétique et de ses compétitions nationales en fin d'année 1991, le Tekstilchtchik est intégré au sein des championnats de la nouvelle Russie, passant ainsi au sein du groupe Ouest de la deuxième division en 1992. Il en est cependant l'une des équipes les plus faibles terminant quinzième à un point de la relégation pour sa première année avant de finir dix-septième la saison suivante et d'être relégué au troisième échelon. Après deux placements parmi les cinq premiers lors de ses deux premières saisons à ce niveau, le club finit par la suite par retomber au classement avant de se retirer de la compétition à l'issue de l'exercice 1998 et d'abandonner son statut professionnel pour des raisons financières.
Prenant pour un temps le nom FK Ivanovo entre 1999 et 2000, l'équipe évolue au quatrième échelon pendant quatre saisons avant de retrouver son statut professionnel en 2003 et de retrouver ainsi la troisième division. Terminant quatorzième pour son retour, le club est fusionné dès l'année suivante avec Spartak-Telekom Chouïa, devenant ainsi le Tekstilchtchik-Telekom. Après cette fusion, il connaît des performances plus positives qui débouchent sur une première place au sein du groupe Ouest à l'issue de la saison 2006 et son retour au deuxième échelon après quatorze ans d'absence. Malgré l'arrivée d'Anatoli Davydov au poste d'entraîneur, ce retour est finalement très bref, le club terminant vingtième et relégable lors de l'exercice 2007 et retombant ainsi en troisième division. À la suite de cet échec, l'équipe connaît une nouvelle période de troubles financiers qui débouche sur le départ de la plupart des joueurs ainsi qu'à une incertitude concernant le maintien du statut professionnel. Le club passe ainsi trois années dans les dernières places du groupe Ouest du troisième échelon entre 2008 et 2010.
Connaissant un net renouvellement d'effectif à l'aube de la saison 2011-2012, le Tekstilchtchik parvient à remonter la barre à partir de cette période, terminant troisième à l'issue de la saison à quatre points d'une éventuelle promotion. Il poursuite par la suite sur cette lancée, terminant à nouveau troisième la saison suivante puis deuxième en 2014. Après deux nouveaux podium en 2017 et 2018, l'équipe parvient finalement à l'emporter à l'issue de la saison 2018-2019, retrouvant ainsi la deuxième division pour l'exercice 2019-2020. Le club passe ensuite trois ans à ce niveau, luttant perpétuellement pour se maintenir et étant même repêché administrativement lors de sa première saison, avant de terminer la saison 2021-2022 largement dernier et re retomber au troisième échelon.

## Bilan sportif

### Palmarès
| Période russe | Période soviétique |
| - Coupe de Russie - Huitièmes de finale : 2003. - Championnat de Russie de D2 - Quinzième : 1992 et 2021. - Championnat de Russie de D3 - Vainqueur de groupe : 2006 et 2019. | - Coupe d'Union soviétique - Huitièmes de finale : 1944, 1945 et 1951. - Championnat d'Union soviétique de D2 - Troisième : 1948. - Championnat d'Union soviétique de D3 - Vainqueur de la phase finale : 1982. - Vainqueur de groupe : 1981 et 1982. |

### Classements en championnat
La frise ci-dessous résume les classements successifs du club en championnat d'Union soviétique.
La frise ci-dessous résume les classements successifs du club en championnat de Russie.

### Bilan par saison
Légende
- Promotion en division supérieure
- Relégation en division inférieure

#### Période soviétique
| Saison    | Championnat             | Championnat             | Championnat             | Championnat             | Championnat             | Championnat             | Championnat             | Championnat             | Championnat             | Championnat             | Coupe d'URSS            |
| Saison    | Division                | Pos                     | Pts                     | J                       | V                       | N                       | D                       | BP                      | BC                      | Diff                    | Coupe d'URSS            |
| --------- | ----------------------- | ----------------------- | ----------------------- | ----------------------- | ----------------------- | ----------------------- | ----------------------- | ----------------------- | ----------------------- | ----------------------- | ----------------------- |
| 1936      | Régionale               | Régionale               | Régionale               | Régionale               | Régionale               | Régionale               | Régionale               | Régionale               | Régionale               | Régionale               | 64es de finale          |
| 1937      | 5e                      | 1er                     | 25                      | 10                      | 7                       | 1                       | 2                       | 21                      | 12                      | +9                      | 32es de finale          |
| 1938      | Régionale               | Régionale               | Régionale               | Régionale               | Régionale               | Régionale               | Régionale               | Régionale               | Régionale               | Régionale               | Deuxième tour Q         |
| 1939      | 2e                      | 19e                     | 14                      | 22                      | 6                       | 2                       | 14                      | 34                      | 45                      | -11                     | 32es de finale          |
| 1940-1943 | Seconde Guerre mondiale | Seconde Guerre mondiale | Seconde Guerre mondiale | Seconde Guerre mondiale | Seconde Guerre mondiale | Seconde Guerre mondiale | Seconde Guerre mondiale | Seconde Guerre mondiale | Seconde Guerre mondiale | Seconde Guerre mondiale | Seconde Guerre mondiale |
| 1944      | —                       | —                       | —                       | —                       | —                       | —                       | —                       | —                       | —                       | —                       | Huitièmes de finale     |
| 1945      | 2e                      | 10e                     | 15                      | 17                      | 7                       | 1                       | 9                       | 23                      | 32                      | -9                      | Huitièmes de finale     |
| 1946      | 2e Est                  | 8e                      | 22                      | 24                      | 9                       | 4                       | 11                      | 33                      | 41                      | -8                      | —                       |
| 1947      | 2e Russie 1             | 6e                      | 22                      | 22                      | 9                       | 4                       | 9                       | 54                      | 34                      | +20                     | Quarts de finale Q      |
| 1948      | 2e Russie 1             | 3e                      | 39                      | 26                      | 18                      | 3                       | 5                       | 64                      | 31                      | +33                     | —                       |
| 1949      | 2e Russie 4             | 4e                      | 31                      | 26                      | 12                      | 7                       | 7                       | 48                      | 27                      | +21                     | Demi-finales Q          |
| 1950      | 2e                      | 4e                      | 32                      | 26                      | 13                      | 6                       | 7                       | 31                      | 22                      | +9                      | 64es de finale          |
| 1951      | 2e                      | 11e                     | 33                      | 34                      | 13                      | 7                       | 14                      | 49                      | 49                      | 0                       | Huitièmes de finale     |
| 1952      | 2e                      | 4e                      | 17                      | 16                      | 8                       | 1                       | 7                       | 24                      | 25                      | -1                      | 32es de finale          |
| 1953      | 2e                      | 4e                      | 28                      | 22                      | 12                      | 4                       | 6                       | 33                      | 19                      | +14                     | 128es de finale         |
| 1954      | 2e Zone 2               | 4e                      | 28                      | 22                      | 12                      | 4                       | 6                       | 33                      | 19                      | +14                     | 32es de finale          |
| 1955      | 2e Zone 1               | 5e                      | 36                      | 30                      | 13                      | 10                      | 7                       | 43                      | 33                      | +10                     | 32es de finale Q        |
| 1956      | 2e Zone 1               | 8e                      | 36                      | 34                      | 13                      | 10                      | 11                      | 37                      | 36                      | +1                      | —                       |
| 1957      | 2e Zone 1               | 7e                      | 39                      | 34                      | 13                      | 13                      | 8                       | 45                      | 34                      | +11                     | Seizièmes de finale     |
| 1958      | 2e Zone 2               | 5e                      | 35                      | 30                      | 15                      | 5                       | 10                      | 36                      | 29                      | +7                      | Huitièmes de finale Q   |
| 1959      | 2e Zone 5               | 11e                     | 19                      | 26                      | 5                       | 9                       | 12                      | 29                      | 45                      | -16                     | —                       |
| 1960      | 2e Russie 2             | 7e                      | 31                      | 28                      | 11                      | 9                       | 8                       | 38                      | 32                      | +6                      | Finale Q                |
| 1961      | 2e Russie 2             | 8e                      | 23                      | 24                      | 9                       | 5                       | 10                      | 27                      | 29                      | -2                      | Demi-finales Q          |
| 1962      | 2e Russie 1             | 3e                      | 42                      | 32                      | 16                      | 10                      | 6                       | 54                      | 29                      | +25                     | Quarts de finale Q      |
| 1963      | 3e Russie 2             | 3e                      | 52                      | 36                      | 21                      | 10                      | 5                       | 78                      | 34                      | +44                     | Finale Q                |
| 1964      | 3e Russie 1             | 3e                      | 48                      | 35                      | 20                      | 8                       | 7                       | 54                      | 22                      | +32                     | Huitièmes de finale Q   |
| 1965      | 2e                      | 4e                      | 35                      | 30                      | 13                      | 9                       | 8                       | 40                      | 27                      | +13                     | —                       |
| 1966      | 2e                      | 5e                      | 45                      | 36                      | 14                      | 17                      | 5                       | 53                      | 30                      | +23                     | 32es de finale          |
| 1967      | 2e Groupe 1             | 14e                     | 36                      | 38                      | 10                      | 16                      | 12                      | 32                      | 40                      | -8                      | 64es de finale          |
| 1968      | 2e Groupe 2             | 13e                     | 37                      | 40                      | 11                      | 15                      | 14                      | 36                      | 43                      | -7                      | 64es de finale          |
| 1969      | 2e Groupe 1             | 4e                      | 44                      | 38                      | 15                      | 14                      | 9                       | 34                      | 20                      | +14                     | 64es de finale          |
| 1970      | 2e                      | 12e                     | 40                      | 42                      | 13                      | 14                      | 15                      | 36                      | 51                      | -15                     | 64es de finale          |
| 1971      | 2e                      | 7e                      | 43                      | 42                      | 14                      | 15                      | 13                      | 45                      | 43                      | +2                      | 32es de finale          |
| 1972      | 2e                      | 13e                     | 34                      | 38                      | 11                      | 12                      | 15                      | 37                      | 52                      | -15                     | Seizièmes de finale     |
| 1973      | 2e                      | 12e                     | 32                      | 38                      | 14                      | 8                       | 16                      | 41                      | 46                      | -5                      | Seizièmes de finale     |
| 1974      | 2e                      | 20e                     | 17                      | 38                      | 5                       | 7                       | 26                      | 33                      | 73                      | -40                     | Seizièmes de finale     |
| 1975      | 3e Zone 2               | 4e                      | 45                      | 34                      | 17                      | 11                      | 6                       | 64                      | 30                      | +34                     | —                       |
| 1976      | 3e Zone 3               | 12e                     | 42                      | 40                      | 17                      | 8                       | 15                      | 65                      | 52                      | +13                     | —                       |
| 1977      | 3e Zone 3               | 4e                      | 51                      | 40                      | 20                      | 11                      | 9                       | 71                      | 39                      | +32                     | —                       |
| 1978      | 3e Zone 1               | 4e                      | 65                      | 46                      | 26                      | 13                      | 7                       | 66                      | 32                      | +34                     | —                       |
| 1979      | 3e Zone 1               | 2e                      | 62                      | 46                      | 25                      | 12                      | 9                       | 69                      | 38                      | +31                     | —                       |
| 1980      | 3e Zone 1               | 7e                      | 44                      | 36                      | 19                      | 6                       | 11                      | 46                      | 24                      | +22                     | —                       |
| 1981      | 3e Zone 1               | 1er                     | 53                      | 36                      | 24                      | 5                       | 7                       | 68                      | 37                      | +31                     | —                       |
| 1982      | 3e Zone 1               | 1er                     | 55                      | 34                      | 23                      | 9                       | 2                       | 64                      | 19                      | +45                     | —                       |
| 1983      | 2e                      | 21e                     | 26                      | 42                      | 8                       | 10                      | 24                      | 45                      | 83                      | -38                     | 32es de finale          |
| 1984      | 3e Zone 1               | 9e                      | 36                      | 32                      | 16                      | 4                       | 12                      | 59                      | 36                      | +23                     | 32es de finale          |
| 1985      | 3e Zone 1               | 6e                      | 39                      | 32                      | 16                      | 7                       | 9                       | 49                      | 33                      | +16                     | —                       |
| 1986      | 3e Zone 1               | 6e                      | 39                      | 30                      | 15                      | 9                       | 6                       | 41                      | 23                      | +18                     | —                       |
| 1987      | 3e Zone 1               | 2e                      | 43                      | 32                      | 20                      | 3                       | 9                       | 52                      | 31                      | +21                     | —                       |
| 1988      | 3e Zone 1               | 7e                      | 42                      | 38                      | 18                      | 6                       | 14                      | 66                      | 45                      | +21                     | 64es de finale          |
| 1989      | 3e Zone 1               | 7e                      | 49                      | 42                      | 20                      | 9                       | 13                      | 56                      | 47                      | +9                      | 32es de finale          |
| 1990      | 4e Zone 6               | 3e                      | 43                      | 32                      | 18                      | 7                       | 7                       | 60                      | 24                      | +36                     | —                       |
| 1991      | 4e Zone 6               | 2e                      | 64                      | 42                      | 28                      | 8                       | 6                       | 69                      | 36                      | +33                     | —                       |

#### Période russe
| Saison    | Championnat    | Championnat | Championnat | Championnat | Championnat | Championnat | Championnat | Championnat | Championnat | Championnat | Coupe de Russie     |
| Saison    | Division       | Pos         | Pts         | J           | V           | N           | D           | BP          | BC          | Diff        | Coupe de Russie     |
| --------- | -------------- | ----------- | ----------- | ----------- | ----------- | ----------- | ----------- | ----------- | ----------- | ----------- | ------------------- |
| 1992      | 2e Ouest       | 15e         | 28          | 34          | 10          | 8           | 16          | 58          | 57          | +1          | —                   |
| 1993      | 2e Ouest       | 17e         | 32          | 42          | 12          | 8           | 22          | 49          | 59          | -10         | Seizièmes de finale |
| 1994      | 3e Ouest       | 4e          | 59          | 40          | 26          | 7           | 7           | 93          | 42          | +51         | 64es de finale      |
| 1995      | 3e Centre      | 5e          | 73          | 40          | 23          | 4           | 13          | 73          | 49          | +24         | 64es de finale      |
| 1996      | 3e Centre      | 11e         | 57          | 42          | 18          | 3           | 21          | 65          | 60          | +5          | Seizièmes de finale |
| 1997      | 3e Centre      | 13e         | 48          | 40          | 14          | 6           | 20          | 42          | 60          | -18         | 128es de finale     |
| 1998      | 3e Centre      | 16e         | 37          | 40          | 10          | 7           | 23          | 49          | 70          | -21         | 32es de finale      |
| 1999      | 4e Anneau d'or | 7e          | 31          | 22          | 8           | 7           | 7           | 37          | 27          | +10         | 128es de finale     |
| 2000      | 4e Anneau d'or | 11e         | 32          | 28          | 8           | 8           | 12          | 44          | 49          | -5          | —                   |
| 2001      | 4e Anneau d'or | 3e          | 46          | 24          | 13          | 7           | 4           | 24          | 12          | +12         | —                   |
| 2002      | 4e Anneau d'or | 3e          | 47          | 22          | 14          | 5           | 3           | 39          | 14          | +25         | —                   |
| 2003      | 3e Ouest       | 14e         | 41          | 36          | 11          | 8           | 16          | 30          | 36          | -6          | —                   |
| 2004      | 3e Ouest       | 4e          | 57          | 32          | 16          | 9           | 7           | 34          | 23          | +11         | Tour préliminaire   |
| 2005      | 3e Ouest       | 7e          | 53          | 32          | 13          | 14          | 5           | 33          | 18          | +15         | 256es de finale     |
| 2006      | 3e Ouest       | 1er         | 66          | 34          | 18          | 12          | 4           | 40          | 20          | +20         | 256es de finale     |
| 2007      | 2e             | 20e         | 38          | 42          | 10          | 8           | 24          | 38          | 68          | -30         | 256es de finale     |
| 2008      | 3e Ouest       | 18e         | 34          | 36          | 8           | 10          | 18          | 35          | 58          | -23         | 32es de finale      |
| 2009      | 3e Ouest       | 17e         | 34          | 36          | 8           | 10          | 18          | 43          | 65          | -22         | 256es de finale     |
| 2010      | 3e Ouest       | 16e         | 31          | 32          | 7           | 10          | 15          | 37          | 47          | -10         | 128es de finale     |
| 2011-2012 | 3e Ouest       | 3e          | 89          | 45          | 26          | 11          | 8           | 68          | 26          | +42         | 128es de finale     |
| 2011-2012 | 3e Ouest       | 3e          | 89          | 45          | 26          | 11          | 8           | 68          | 26          | +42         | 32es de finale      |
| 2012-2013 | 3e Ouest       | 3e          | 49          | 26          | 14          | 7           | 5           | 34          | 20          | +14         | 64es de finale      |
| 2013-2014 | 3e Ouest       | 2e          | 67          | 32          | 20          | 7           | 5           | 58          | 32          | +26         | 64es de finale      |
| 2014-2015 | 3e Ouest       | 5e          | 53          | 30          | 15          | 8           | 7           | 51          | 29          | +22         | 32es de finale      |
| 2015-2016 | 3e Ouest       | 4e          | 53          | 28          | 15          | 8           | 5           | 49          | 23          | +26         | 256es de finale     |
| 2016-2017 | 3e Ouest       | 3e          | 52          | 26          | 15          | 7           | 4           | 49          | 23          | +26         | 32es de finale      |
| 2017-2018 | 3e Ouest       | 2e          | 54          | 26          | 16          | 6           | 4           | 49          | 20          | +29         | 64es de finale      |
| 2018-2019 | 3e Ouest       | 1er         | 55          | 24          | 17          | 4           | 3           | 42          | 20          | +22         | 32es de finale      |
| 2019-2020 | 2e             | 18e         | 19          | 27          | 5           | 4           | 18          | 25          | 52          | -27         | 32es de finale      |
| 2020-2021 | 2e             | 15e         | 47          | 42          | 12          | 11          | 19          | 32          | 51          | -19         | Phase de groupes    |
| 2021-2022 | 2e             | 20e         | 23          | 38          | 5           | 8           | 25          | 31          | 76          | -45         | 64es de finale      |
| 2022-2023 | 3e Groupe 2    | 4e          | 36          | 22          | 10          | 6           | 6           | 37          | 20          | +17         | 32es de finale      |
| 2023-2024 | 3e Argent      | 5e          | 25          | 18          | 6           | 7           | 5           | 25          | 18          | +7          | 32es de finale      |

## Personnalités du club

### Entraîneurs
La liste suivante présente les différents entraîneurs du club.
- Andreï Jordania (1937-1941)
- Piotr Laïko (1942-1943)
- Vassili Gretchichnikov (1945)
- Aleksandr Oparine (1946)
- Boris Chtchibrov (1946)
- Nikolaï Sentiabriov (1946-1950)
- Sergueï Goussev (1950)
- Boris Apoukhtine (1950)
- Nikolaï Sentiabriov (1951)
- Andreï Jordania (1952-1954)
- Ramiz Karitchev (1955-1956)
- Nikolaï Sentiabriov (1957)
- Aleksandr Zagretski (1958-1959)
- Mikhaïl Souchkov (1960-1961)
- Iouri Zabrodine (1962-1974)
- Vladimir Ieremeïev (1975-1976)
- Aleksandr Grichine (1977-1979)
- Anatoli Isayev (1980-1984)
- Iouri Pianov (1985-1987)
- Anatoli Isayev (1988)
- Anatoli Bokaty (1989)
- Vladimir Belkov (1990-1998)
- Valeri Gornouchkine (1998)
- Mikhaïl Potapov (1999-2002)
- Mikhaïl Aleksandrov (2003)
- Fiodor Gagloïev (2003)
- Iouri Tikhomirov (2003)
- Aleksandr Saïtov (2004)
- Vladimir Belkov (2005-2006)
- Anatoli Davydov (janvier 2007-octobre 2007)
- Iouri Iermakov (octobre 2007-décembre 2008)
- Mikhaïl Aleksandrov (2009)
- Vladimir Zinoviev (2010)
- Aleksandr Gouchtchine (juillet 2010-juin 2012)
- Dmytro Parfenov (juillet 2012-août 2015)
- Ravil Sabitov (août 2015-mai 2016)
- Sergueï Petrov (juin 2016-janvier 2017)
- Vadim Ievseïev (février 2017-septembre 2017)
- Denis Boïarintsev (septembre 2017-décembre 2019)
- Sergueï Pavlov (janvier 2020-octobre 2021)
- Andreï Aksionov (octobre 2021-juin 2022)
- Igor Kolyvanov (juin 2022-mars 2024)
- Dmitri Kiritchenko (depuis avril 2024)

### Anciens joueurs
- Andreï Jordania (ru) (1936-1940)
- Antonin Sochnev (1955)
- Aleksandr Piskariov (1966-1970)
- Vladimir Safonov (ru) (1968-1971)
- Roman Pylypchuk (en) (1989)
- Aleksandr Zernov (1991-1995, 2010)
- Abdou Jammeh (2007)
- Aleksandr Chtchanitsyne (en) (2003-2005, 2015-)